# Вельяміново (Вадінський район)
Вельямі́ново (рос. Вельяминово) — присілок у складі Вадінського району Пензенської області, Росія.
Населення — 8 осіб (2010; 22 у 2002).
Національний склад станом на 2002 рік:
- росіяни — 100 %